# Draanjik
Pour les articles homonymes, voir Black River.
La Draanjik ou Black River est une rivière d'Alaska aux États-Unis, de 250 kilomètres (155 mi) de longueur.
Elle se situe dans la partie orientale de la région de recensement de Yukon-Koyukuk et se jette dans la Porcupine, elle-même affluent du fleuve Yukon, près de la ville de Fort Yukon. 
Son nom a souvent changé : appelée d'abord Big Black River, afin de la distinguer d'autres rivières homonymes, elle a ensuite pris le nom d'Orange Creek, Salmon Fork, Salmon River, Squirrel Creek et Squirrel River. L'United States Board on Geographic Names a tranché pour Black River, en 1959.

## Affluents
- Salmon Fork Black, 145 kilomètres (90 mi)
- Grayling Fork Black, 129 kilomètres (80 mi)